# Gasera
Gasera est un woreda du sud de l'Éthiopie. Situé dans la zone Bale de la région Oromia, il compte 78 220 habitants en 2007 et porte le nom de son chef-lieu.

## Géographie
Limitrophe de la zone Arsi, le woreda Gasera se situe jusqu'aux années 2010 dans le nord-ouest de la zone Bale d'origine.
Depuis le détachement de la zone Est Bale, Gasera se trouve dans l'angle nord-est de la zone Bale actuelle .
Son chef-lieu, une localité nommée Gasera comme le woreda, est desservi par la route principale entre Robe (Balé) et Ginir. Une route secondaire se dirige vers Robe (Arsi).
| Sherka | Robe (Arsi) | Bale Gasegar Seru |
| Agarfa | Gasera      | Gololcha Ginir    |
|        | Sinana      |                   |

## Histoire
Au XXe siècle, Gasera se trouve dans la province de Balé et se rattache probablement à l'awraja Mendoyu.
En 1995, à la réorganisation du pays en régions, Gasera fait partie de la zone Bale de la région Oromia au sein d'un grand woreda appelé « Gaserana Gololcha » ou « Gasera fi Gololcha »[réf. souhaitée]. Cependant, dès 2006, l'Atlas of the Ethiopian Rural Economy présente séparément le woreda Gasera et le woreda Gololcha.
Contrairement à Gololcha, Gasera reste dans la zone Bale lors du détachement de la zone Est Bale,.

## Démographie
Au recensement national de 2007, le woreda Gasera compte 78 220 habitants dont 6 % de citadins.
La majorité des habitants du woreda (75 %) sont musulmans et 24 % sont orthodoxes. La seule agglomération recensée est le chef-lieu, Gasera, avec 4 797 habitants.
En 2022, la population du woreda est estimée à 112 587 personnes avec une densité de population de 100 personnes par km2 et 1 129 km2 de superficie.